# Porcellio vestitus
Porcellio vestitus är en kräftdjursart som beskrevs av Emil Racoviţă1908. Porcellio vestitus ingår i släktet Porcellio och familjen Porcellionidae. Inga underarter finns listade i Catalogue of Life.